# Magic Palace Hôtel
Magic Palace Hôtel est un album de bande dessinée de Fred, paru en 1980.

## Synopsis
Un voyageur portant un sac et des lunettes de pilote entre dans un hôtel. Le réceptionniste lui attribue la chambre 37.212.417. Un garçon d'étage le guide vers une montgolfière inversée qui tombe dans un puits vertigineux. Le voyageur saute à un étage au hasard, et erre dans les couloirs, à la recherche de sa chambre. Il y croise Judas qui se fait livrer une croix en guise d'antenne de télévision, une horloge parlante, un bourreau, un chasseur de téléphone, des Père Noël, un petit cirque, et bien d'autres personnages étranges.

## Quelques Personnages
- Un voyageur à la recherche d'une chambre pour la nuit.
- Un homme-horloge mécanique
- Les personnages du Petit Cirque, autre album de Fred.
- Un troupeau de Pères Noël
- Le dépanneur-plombier de l'hôtel.
- Un dragon qui a perdu le feu sacré.
- Un aveugle qui ne peut guider les autres que dans le noir

## Sources d'inspiration
L'épisode de chute dans une sorte de puits rappelle le début de Les Aventures d'Alice au pays des merveilles. La fin fait référence à De l'autre côté du miroir, lorsqu'un personnage révèle au voyageur qu'il est en train de dormir et lui montre son corps (dans le roman de Lewis Carroll, Alice est à l'intérieur du rêve du roi, qu'elle voit dormir).

## Publication
L'histoire est prépubliée en cinq épisodes dans Pilote en 1977. Elle paraît sous la forme d'un album édité chez l'auteur en 1980. Il est réédité en format de poche chez J'ai lu en 1988. Il est réédité en grand format, et pour la première fois en couleurs, sous le titre L'Histoire du Magic Palace Hôtel, chez Dargaud en 2009.